# Schwartzia adamantium
Schwartzia adamantium là một loài thực vật có hoa trong họ Marcgraviaceae. Loài này được (Cambess.) Bedell ex Giraldo-Cañas mô tả khoa học đầu tiên năm 2002.

## Hình ảnh

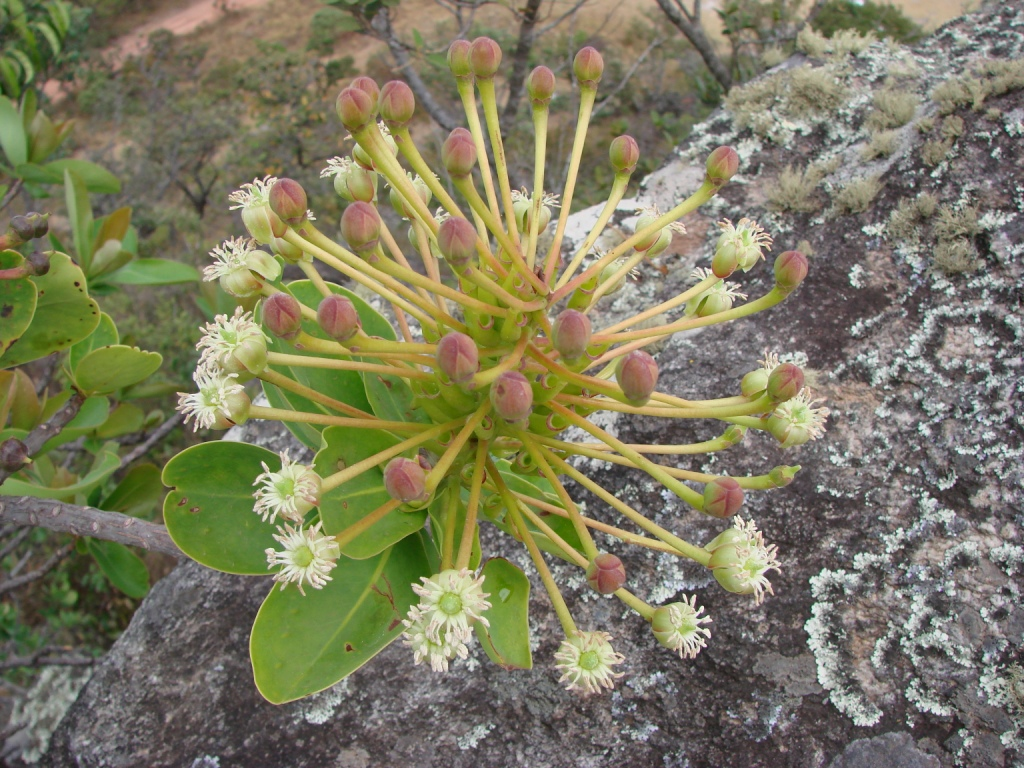
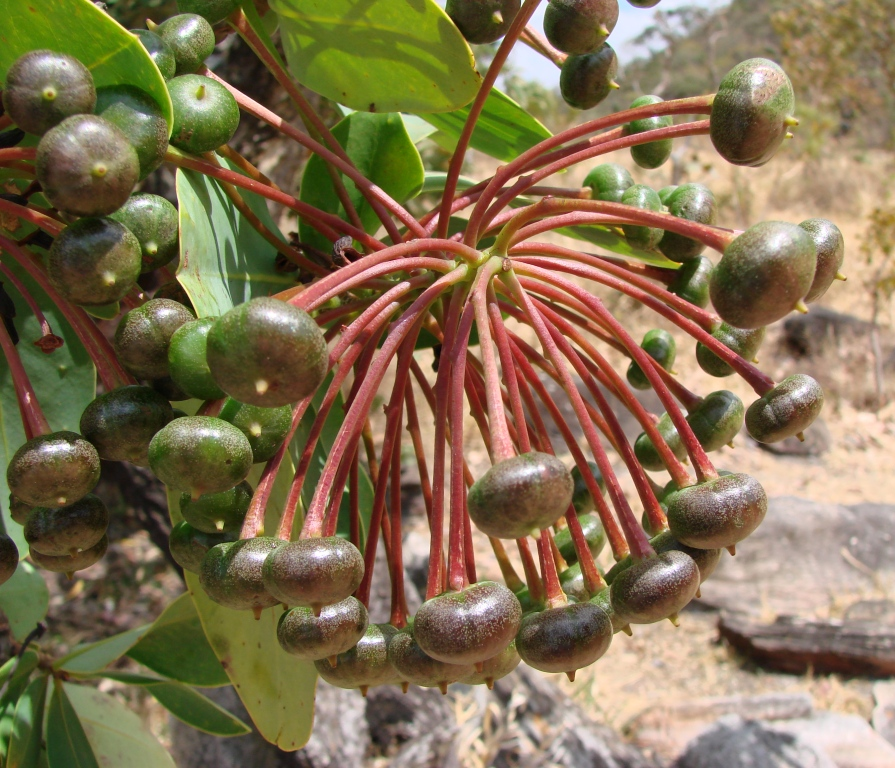